# Rimon-et-Savel
 Rimon-et-Savel  là một xã thuộc tỉnh Drôme trong vùng Auvergne-Rhône-Alpes ở đông nam nước Pháp. Xã Rimon-et-Savel nằm ở khu vực có độ cao trung bình 1030 mét trên mực nước biển.